# 孝子山
孝子山位於台灣新北市平溪區，標高360公尺。山勢雖不甚高，但因山形陡峭、絕壁聳立，猶如拔地而起的巨大石筍，由側面仰望，立面幾近垂直令人生畏，素有台灣「小黃山」之稱。
孝子山登山路徑乃是沿著壁面斧鑿而出的石階，有著如臨深淵的險境，然峰頂因傲然獨立於群山之間，故視野相當遼闊，可瀏覽基隆河幽深的峽谷景致，平溪區的房舍、街道亦盡收眼底，更能俯望平溪線火車駛過田野。此外，緊鄰一旁的慈母峰（海拔410公尺）和普陀山（海拔450公尺），也擁有絕佳的山容與險峻的山勢，三岳連峰，一氣呵成，已成大台北近郊相當熱門的登山路線。